# Neurogomphus agilis
Neurogomphus agilis är en trollsländeart som först beskrevs av Martin 1908.  Neurogomphus agilis ingår i släktet Neurogomphus och familjen flodtrollsländor. IUCN kategoriserar arten globalt som otillräckligt studerad. Inga underarter finns listade i Catalogue of Life.